# Strongylura exilis
La aguja brava, agujón de California, marao de California, sierrita o picuda, es la especie Strongylura exilis, un pez marino y de agua dulce de la familia belónidos, distribuida por la costa este del océano Pacífico desde California (Estados Unidos) hasta el Perú, incluidas las islas Galápagos.

## Importancia para el hombre
Es pescado para alimentación humana y, aunque tiene una importancia comercial escasa, alcanza un valor alto en los mercados. Por lo general, capturado con la ayuda de luz artificial y se vende en el mercado fresco.

## Anatomía
Con el cuerpo alargado y con la boca en un pico largo y afilado, se ha descrito una captura de 91 cm, aunque la longitud máxima normal es de unos 50 cm. No tiene espinas en ninguna de las aletas, teniendo la aleta caudal emarginada.

## Hábitat y biología
Habita tanto en el mar como en estuarios y a lo largo de los ríos, con comportamiento nerítico-pelágico en aguas subtropicales; muy común en las zonas costeras y en zonas de marea en los manglares, también se encuentra en bahías y en el interior de puertos, penetrando en las aguas dulces y remontando los ríos.
Los adultos se agrupan en cardúmenes de pequeño tamaño, alimentándose principalmente de peces pequeños.
En la reproducción son ovíparos, con larvas neuctónicas. Los huevos se pegan a la vegetación y objetos flotantes a través de largos filamentos.